# Триё (Мёрт и Мозель)
Триё (фр. Trieux) — коммуна во французском департаменте Мёрт и Мозель, региона Лотарингия. Относится к  кантону Одён-ле-Роман.	

## География
Триё расположен в 29 км к северо-западу от Меца. Соседние коммуны: Санси на севере, Ломмеранж на востоке, Тюкеньё и Беттенвиллер на юго-западе, Андерни на западе.

## История
Деревня была пограничной в период с 1871 по 1914 годы, располагаясь на границе Франции и Германской империи. 

## Демография
Население коммуны на 2010 год составляло 2065 человек.
| 1962 | 1968 | 1975 | 1982 | 1990 | 1999 | 2010 |
| ---- | ---- | ---- | ---- | ---- | ---- | ---- |
| 3012 | 2697 | 2283 | 2030 | 1859 | 1852 | 2065 |

## Галерея

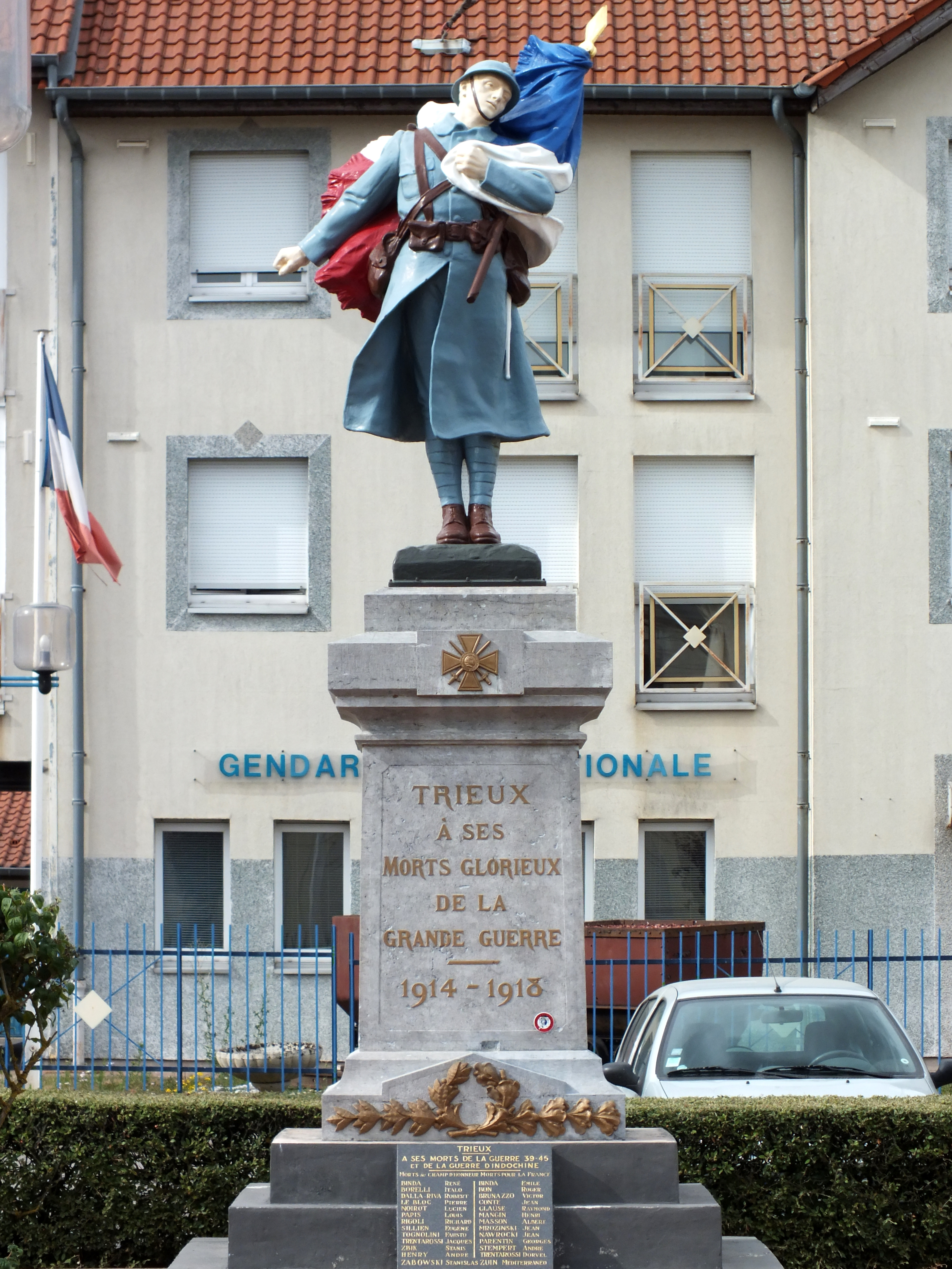
Памятник павшим в Первую мировую войну.
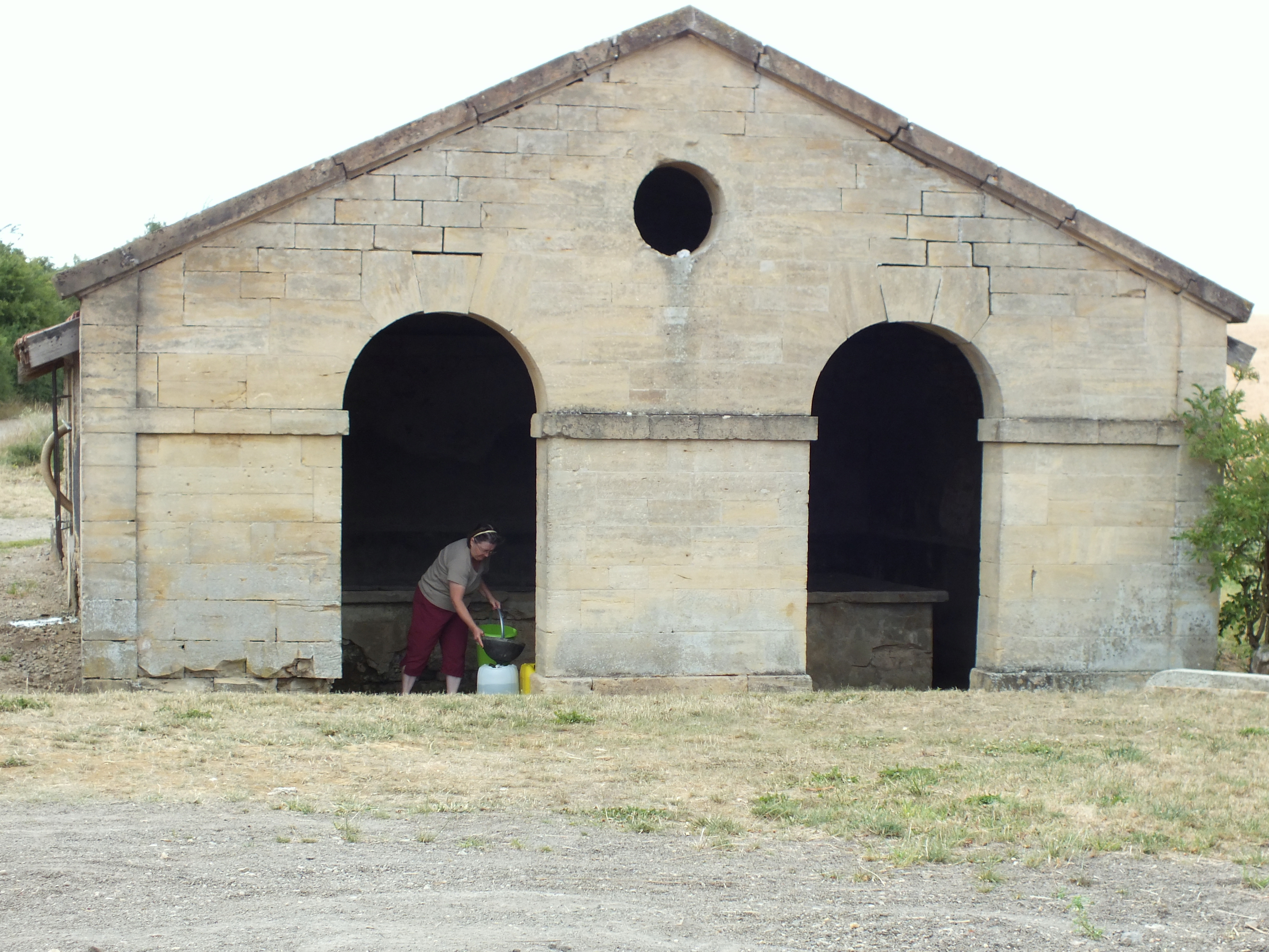
Лавуар.